# Sundsbruk
Sundsbruk är ett samhälle i Sundsvalls kommun, belägen ca 10 km norr om Sundsvall, som sedan 2015 ingår i tätorten Sundsvall, och i norr angränsar till Timrå kommun och tätorten Timrå.
I Sköns landskommun inrättades 21 september 1894 municipalsamhället Gångviken som upplöstes 1948 när området uppgick i Sköns köping. Gångviken var även namnet på järnvägsstationen i Sundsbruk. Sund var egentligen ett sågverk, nere vid hamnen inom dagens tätort, som bland annat omfattar det tidigare mer kända bruket Skönvik och ett antal andra byar och bebyggelseområden som Finsta, Birsta och Västland.

## Brukets och industrins historia
Sunds bolag bildades 1856. En ångsåg byggdes 1857 eller 1858 och ett järnbruk anlades 1868 i byn Sund i Sköns socken av smedsonen Erik Jan Hammarberg från Lögdö. Ekonomiskt stöd gavs av textilhandlare Anders Petter Hedberg från Sundsvall, Lars Johan Hierta samt grosshandlare Bernhard U G Almquist från Stockholm. Järnbruket producerade först stångjärn och manufaktur och innefattade sedan 1880-talet smedja, gjuteri, plåtslageri och mekanisk verkstad. Olof Björklund tog över efter att Hammarberg avled 1881 och startade produktion av bogserbåtar och ångmaskiner. År 1920 registrerades dotterbolaget Sunds rederi. Bolaget köpte och uppförde fler bruk, sågverk och industrier. Sågen revs 1947, varefter verkstadsrörelsen byggdes ut. Alla verksamhetsgrenar utom den mekaniska verkstaden köptes av SCA 1937 och avvecklas 1949.
På 1960- eller 1970-talen avknoppades verkstadsföretaget Sund Birsta AB, som utvecklar maskiner för stålindustrin och i dag har huvudkontor på Norra kajen, Sundsvall. Det återstående bolaget utvecklar främst pappersmaskiner och ändrade 1979 namn till Sunds Defibrator efter samgående med  Defibrator AB. År 1991 blev företaget helägt av det finländska företaget Rauma–Repola, vars verkstadsdel 1999 sammanslogs med Valmet och bildade Metso. Verksamheten i Sundsbruk fick namnet Metso Paper Sundsvall. 
Metsokoncernen delades 2013 och affärsområdena papper, massa och kraft (dit verksamheten i Sundsbruk hör) blev ett nytt bolag kallat Valmet.

### Befolkningsutveckling
| Befolkningsutvecklingen i Skönvik/Sundsbruk 1900–2015                                                                                                 | Befolkningsutvecklingen i Skönvik/Sundsbruk 1900–2015 | Befolkningsutvecklingen i Skönvik/Sundsbruk 1900–2015 | Befolkningsutvecklingen i Skönvik/Sundsbruk 1900–2015 | Befolkningsutvecklingen i Skönvik/Sundsbruk 1900–2015 |
| --- | ----------------------------------------------------- | ----------------------------------------------------- | ----------------------------------------------------- | ----------------------------------------------------- |
| |                                                       |                                                       |                                                       |                                                       |
| År |                                                       |                                                       | Folkmängd                                             | Areal (ha)                                            |
| 1900 | 1900                                                  |                                                       | 589                                                   | †                                                     |
| 1960 | 1960                                                  |                                                       | 2 228                                                 |                                                       |
| 1965 | 1965                                                  |                                                       | 2 336                                                 |                                                       |
| 1970 | 1970                                                  |                                                       | 2 957                                                 |                                                       |
| 1975 | 1975                                                  |                                                       | 3 147                                                 |                                                       |
| 1980 | 1980                                                  |                                                       | 2 927                                                 |                                                       |
| 1990 | 1990                                                  |                                                       | 2 503                                                 | 439                                                   |
| 1995 | 1995                                                  |                                                       | 2 157                                                 | 466                                                   |
| 2000 | 2000                                                  |                                                       | 2 080                                                 | 466                                                   |
| 2005 | 2005                                                  |                                                       | 2 098                                                 | 466                                                   |
| 2010 | 2010                                                  |                                                       | 2 137                                                 | 463                                                   |
| Anm.: 1900 som Gångviken. Namnändring 1965 från Skönvik till Sundsbruk. 2015 sammanvuxen med Sundsvall. † Befolkning runt ett municipalsamhälle 1900. |                                                       |                                                       |                                                       |                                                       |

## Samhället
Sundsbruk innefattar bostadsområdena Finsta, Gångviken och Skönvik. Inom området finns Gångvikens skola, med förskoleklass till årskurs 6.

## Idrott
Sundsbruk har ett eget fotbollslag, Sund IF.